# جونسون (مغن راب)
جونسون (بالدنماركية: Johnson)‏ هو مغنِّ راب دنماركي، ولد في 1979.

## وصلات خارجية
- الموقع الرسمي
- جونسون على موقع IMDb (الإنجليزية)
- جونسون على موقع ميوزك برينز (الإنجليزية)
- جونسون على موقع أول ميوزيك (الإنجليزية)
- جونسون على موقع ديسكوغز (الإنجليزية)